# Universidad Autónoma Agraria Antonio Narro
La Universidad Autónoma Agraria Antonio Narro (UAAAN) es una institución de educación superior de carácter público con sede en el municipio de Saltillo, en el estado de Coahuila, México. Fue fundada el 4 de marzo de 1923 en la localidad de la antigua Hacienda de Buenavista, en el municipio de Saltillo, Coahuila. La Universidad Autónoma Agraria Antonio Narro es una de las universidades más importantes referente a la Agricultura en América Latina.

## Historia

### Unidad Saltillo (sede)
En el año 1912 Antonio Narro Rodríguez y su hermana Trinidad Narro Rodríguez donaron parte de sus fortunas y la Hacienda de Buenavista con el propósito de formar una escuela de agricultura.  No obstante, debido a la revolución mexicana, fue hasta 1923 en que su albacea,  Francisco Narro Acuña,  pudo concretar la fundación de dicha escuela bajo el nombre de Escuela Regional de Agricultura Antonio Narro.
En 1938 pasa a depender del gobierno del estado de Coahuila.  Durante el período 1951-1953 queda a cargo del Instituto Tecnológico de Saltillo.  En 1957 se incorpora a la Universidad Autónoma de Coahuila.   En 1975 logra su plena autonomía y adquiere su actual nombre:  Universidad Autónoma Agraria Antonio Narro.  En el año 2006 se le reconoce carácter nacional.

### Unidad Laguna
La UAAAN-UL surgió a partir de la que fuera Escuela de Medicina Veterinaria y Zootecnia de La Laguna, ubicada entonces en Mieleras y creada en abril de 1975. Esta escuela surgió, a su vez, de la fusión de las escuelas de Medicina Veterinaria y Zootecnia de San Pedro de las Colonias y de la de Torreón, Coahuila.
En noviembre de 1979, por decreto del H. Consejo Universitario se crea la Unidad Laguna de la UAAAN, en atención a la solicitud de anexión dictaminada favorablemente.

### Unidad Cintalapa
En 2009 es fundado un nuevo centro académico regional en la ciudad de Cintalapa, Chiapas.

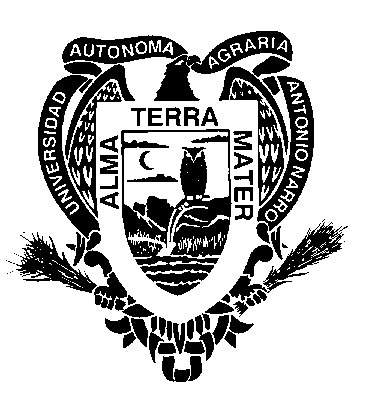
Escudo de la Universidad Agraria Antonio Narro

## Escudo universitario
El Emblema que porta dignamente la Universidad manifiesta el Águila ancestral de México, que sostiene en sus garras la espiga de trigo como símbolo de pan y vida. Abriga en su seno la sabiduría (representada por el Búho) como esencia del hombre, rodeada de nubes que simbolizan la lluvia que hace germinar la semilla y de la luna en cuarto creciente que representa el alimento en su fuente original. La sabiduría se yergue sobre el arado y la tierra, elementos de trabajo en campo, reflejando de esta manera su orgullosa ascendencia natural. Mente y fuerza unidas para un solo fin: El Amor a la Madre Tierra (Alma Terra Mater) para la vida del hombre.

## Licenciaturas
La Universidad tiene una oferta de catorce licenciaturas en Saltillo, siete en la Unidad Laguna y una en Cintalapa, Chiapas,  así como distintos programas de postgrado.
Campus Saltillo
- Ingeniero Agrónomo en Horticultura.
- Ingeniero Agrónomo en Producción.
- Ingeniero Agrónomo Parasitólogo.
- Ingeniero en Agrobiología.
- Ingeniero Forestal.
- Ingeniero Agrónomo Zootaxista.
- Ingeniero en Ciencia y Tecnología de Alimentos.
- Ingeniero en Biotecnología
- Ingeniero Agrícola y Ambiental.
- Ingeniero Agrónomo en Irrigación.
- Ingeniero Mecánico Agrícola.
- Ingeniero Agrónomo Administrador.
- Ingeniero Agrónomo en Desarrollo Rural.
- Licenciado en Economía Agrícola y Agronegocios.

Campus Unidad Laguna
División de ciencias agronómicas:
- Ingeniero Agrónomo.
- Ingeniero Agrónomo en Horticultura.
- Ingeniero Agrónomo Parasitólogo.
- Ingeniero en Agroecología.
- Ingeniero Agrónomo en Irrigación.
- Ingeniero en Procesos Ambientales.

División de ciencia animal:
- Médico Veterinario Zootaxista.

Campus Unidad CAR Chiapas
- Ingeniero en Ciencias Agrarias.

## Difusión cultural y deportiva

### Radio Universidad Agraria
Es lanzada la estación radiofónica XESAL-AM 1220 kHz de la Universidad en el año 1995 para Saltillo y área conurbada .  Su temática es de estilo campirano con fines educativos, informativos y de orientación.

### Rondalla de Saltillo
Es un conjunto musical estudiantil fundado en 1966 por alumnos de la UAAAN.   Sus composiciones son de estilo romántico y se conforman de la voz humana masculina, guitarra y tololoche.  Este conjunto ha dado fama y representatividad tanto a la UAAAN como a la ciudad de Saltillo ante el resto de México.

### Equipos Deportivos
La universidad actualmente tiene las siguientes disciplinas deportivas que contribuyen a la formación académica, física y personal de los estudiantes.
- Fútbol
- Basketball
- Rodeo
- Charreria
- Atletismo
- Baseball
- Fútbol Americano
- Boxing
- Tae Kwon Do
- Tochito Bandera
- Softball
- Voleibol
- Fútbol Uruguayo
- Rugby

## Unidad Laguna
La Unidad Laguna de la Universidad Autónoma Agraria Antonio Narro se encuentra localizada en la ciudad de Torreón, Coahuila, en el corazón de la Comarca Lagunera. Cuenta con modernas instalaciones que consisten en 42 Salones, 20 Laboratorios, Cubiculos para Profesores, Campos Deportivos, Comedor Estudiantil, Librería, Gimnasio, Biblioteca, 2 centros de cómputo y un Auditorio con capacidad para 150 personas. 
Los servicios estudiantiles disponibles con los que cuentan la Unidad Laguna son:
- Internado Varonil
- Internado Femenil
- Comedor Estudiantil
- Transporte
- Enfermería
- Centro de Idiomas
- Centro de Computo
- Conexión Wi-Fi Gratuita